# Andy Malengier

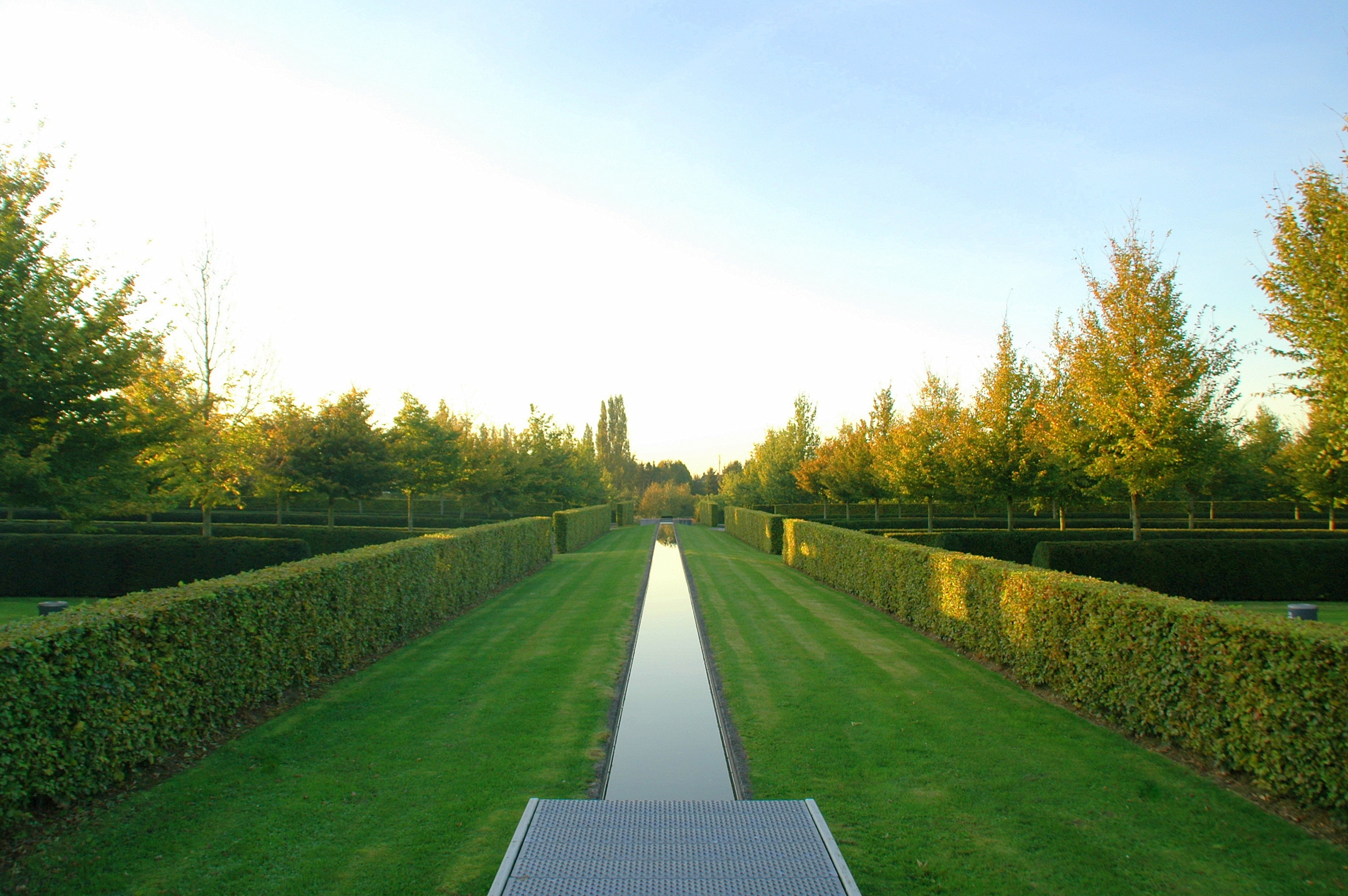
Parkbegraafplaats Wervik

Andy Malengier (Ieper, 9 juni 1971) is een Belgische tuin- en landschapsarchitect afkomstig uit Wervik. Hij is vooral bekend voor zijn ontwerpen voor begraafplaatsen en funeraire kunstwerken en de herinrichting van dorpskernen. Het uitgangspunt van zijn projecten is de invloed van de inrichting van de buitenruimte op het welzijn van de mens.

## Levensloop
Andy Malengier was reeds op jonge leeftijd geïnteresseerd in tekenen, de natuur en landschappen. Als inwoner van de Westhoek beleefde hij zijn jeugd tussen de militaire begraafplaatsen die een blijvende indruk op hem maakten.
Op 15-jarige leeftijd ging Andy Malengier in Gent naar de Artistieke Humaniora van Sint-Lucas waar hij les kreeg van Gilbert Decouvreur, die een grote invloed op hem had.
Na zijn humaniora studie behaalde hij het diploma van tuin- en landschapsarchitect in de Hogeschool van Gent. Na zijn studies werkte hij enkele jaren als tuinarchitect en volgde een postgraduaat aan de afdeling Monumenten- en Landschapszorg aan de Academie voor Schone Kunsten van Antwerpen. Later werd hij hoofd van de groendienst van Wervik. Drie jaar later startte hij zijn eigen ontwerpbureau.

### Begraafplaatsen, funeraire kunst en grafmonumenten.
De aanleg van begraafplaatsen speelt een belangrijke rol in zijn oeuvre. Andy Malengier legt de nadruk op het landschap en intiemere besloten plaatsen als kader voor herdenking en ceremonieel afscheid.

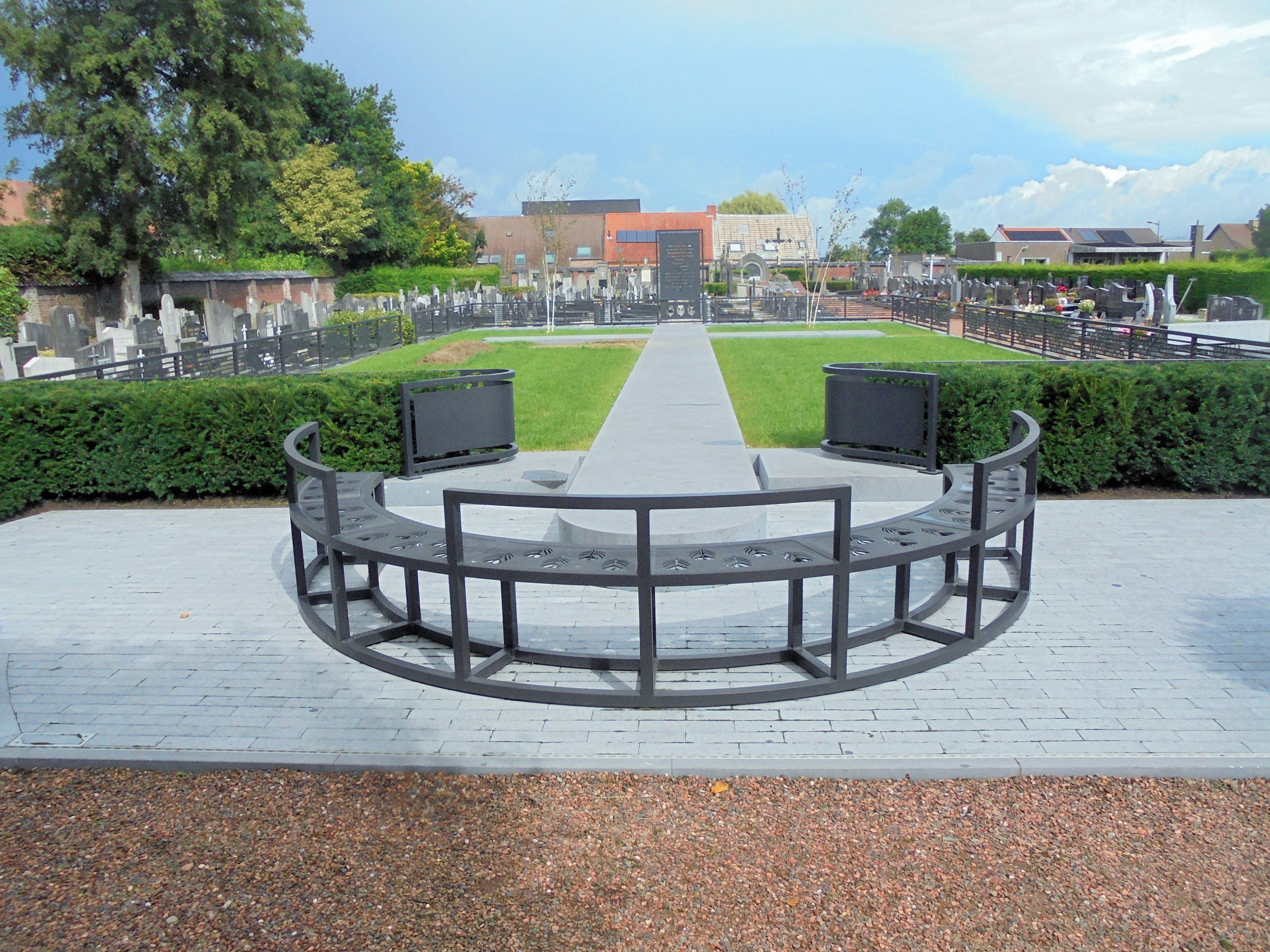
Grafmonument Zusters van Onze Lieve Vrouw van 7 Weeën - Ruiselede

In 1999 kreeg hij de opdracht voor de inrichting van de parkbegraafplaats in Wervik en won hiermee de "International Funeral Award". Zijn ontwerp trok de aandacht van curator Jan Hoet die hem in 2000 uitnodigde om de uitbreiding van de begraafplaats van de Parkabdij in Heverlee te ontwerpen in het kader van  de tentoonstelling "Epifanie. Actuele kunst en religie".
In 2007 won hij de Internationale Funeral Award voor zijn ontwerpen van vier begraafplaatsen van Zonnebeke, Beselare, Passendale en Geluveld.
Daarna kon hij voor de gemeente Zonnebeke vier begraafplaatsen inrichten, vele andere volgden, waaronder de renovatie van de Duitse militaire begraafplaatsen in Langemark en Vladslo en het ontwerp voor het Brothers in Arms Memorial in Zonnebeke.
In 2017 werd hij laureaat in samenwerking met Tom Callebaut voor de wedstrijd "ontwerp plan en beheer kinderperken begraafplaats Ruggeveld, Antwerpen".
In 2020 behaalde hij met de begraafplaats Zillebeke de 2de laureaat plaats in het onderdeel van begraafplaatsen van de vereniging voor openbaar groen. Ook ontwierp hij in dit jaar de langetermijnvisie voor de begraafplaatsen in Boechout en Vremde.
In 2021 ontwierp hij de herbestemming van de begraafplaats Oude Vestingstraat in Veurne tot een parkbegraafplaats. Ook ontwierp hij in dit jaar de herinrichting van het kerkhof Rink, Sint-Pieters-Leeuw. 
In 2024 ontwierp hij de toekomstvisie voor de drie begraafplaatsen (begraafplaats Grobbendonk, begraafplaats Bouwel-Dorp en begraafplaats Het Hoog) in Grobbendonk. De nadruk in deze ontwerpen liggen op alle vormen van begraven, vergroening en meer geborgenheid.
Als "funeraire kunstenaar" ontwerpt hij monumenten op begraafplaatsen, zoals het Brothers in Arms Memorial in Zonnebeke,  herdenkingsmonumenten voor overleden kinderen, het grafmonument voor de Zusters Onze-Lieve-Vrouw van de 7 weeën in Ruiselede,  columbariummonumenten, specifieke kunstwerken op begraafplaatsen zoals "Epifanie" in Heverlee en grafmonumenten voor particulieren.

### Dorpskernen en openbare tuinen
Naast begraafplaatsen staat Andy Malengier bekend als dorpskernvernieuwer. Hij zet zich af tegen het modernisme dat de neiging heeft om vol te bouwen terwijl de mensen behoefte hebben aan leegte, ruimte en rust.  Belangrijk voor hem is dat zijn ontwerp opgaat in de omgeving waardoor de tussenkomst van de architect bijna onzichtbaar wordt.

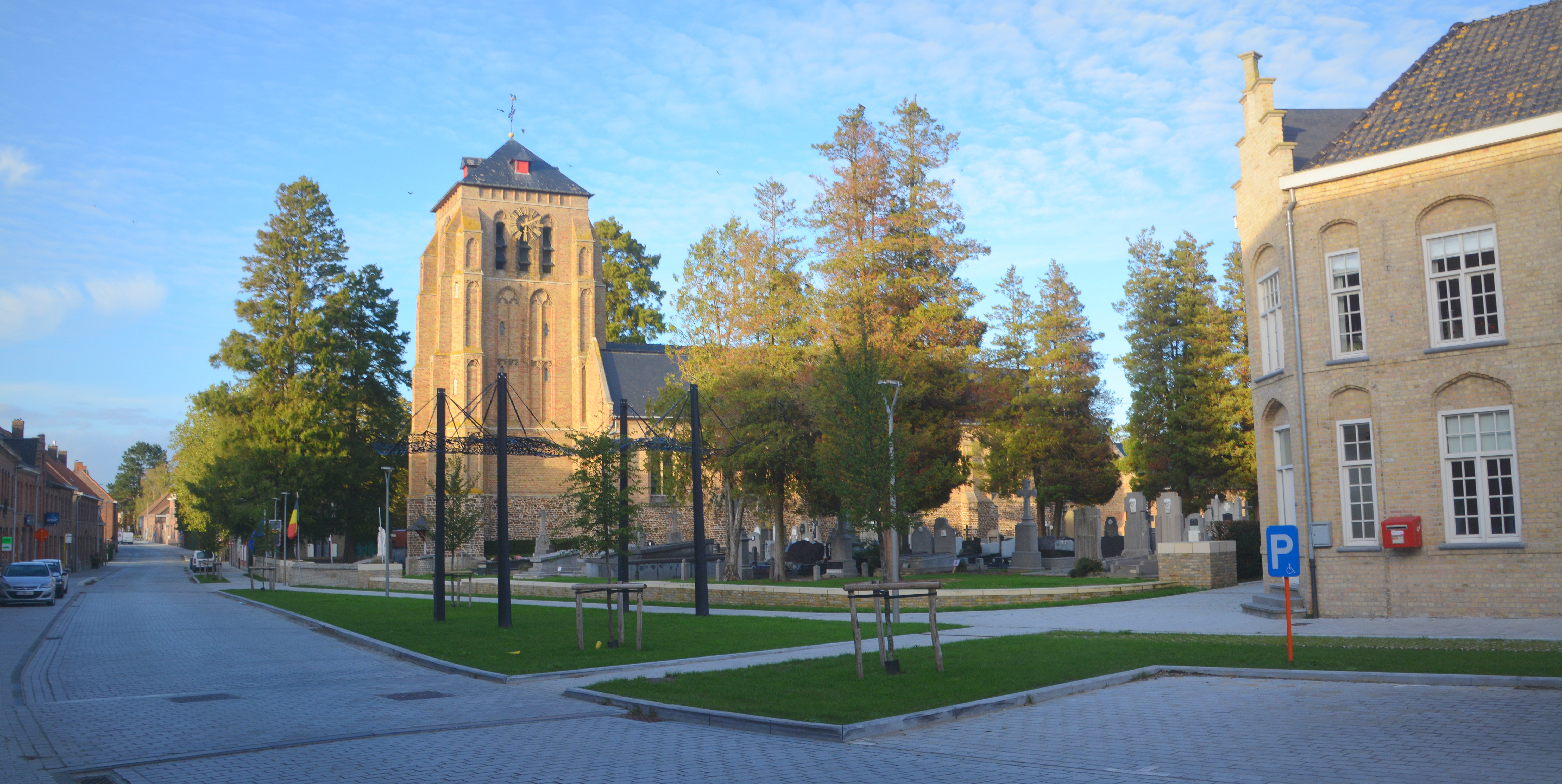
Dorpskern Zillebeke

De vernieuwing van de dorpskern van Oostnieuwkerke in 2009 was een voorbeeld voor Vlaanderen. Naar Engels voorbeeld was het uitgangspunt om de dorpskern terug te geven aan de mens door een groene dorpskern te integreren in het landschap. Dit dorpsplein werd door de Vereniging voor Openbaar Groen gelauwerd met de titel "Groene Lente".
In 2022 maakte hij het ontwerp voor de nieuwe pastorietuin van het kunstenaarsdorp Deurle. Hij zorgde op die manier voor een verbinding tussen de dorpskern en de Leiemeersen. Daarnaast had hij projecten in Zillebeke, Ichtegem, Oostrozeke, Geluwe, Houthulst en Ranst. 
Hij stond ook in voor het ontwerp van het landschapspark "De Mandelmeersen" in Oostrozebeke.

### Schoolomgevingen
Als landschapsarchitect ontwierp hij de binnentuin van de kunstacademie van Harelbeke, de schoolomgeving van De Ginste en de basisschool "De Ster" en de Freinetschool in Poperinge.

### Private projecten
Hij ontwierp de landschapstuinen voor een aantal woonprojecten en is als landschapsarchitect actief voor private projecten en opdrachten van bedrijven.
In 2024 ontwierp hij de herinrichtingsplannen voor de kasteeltuin Montmery in Ambazac, Frankrijk. De tuin werd in 1889-1890 ontworpen door de Amerikaanse landschapsarchitect Frederick Law Olmsted .

### Lezingen
Wegens zijn filosofische en spirituele benadering van zijn ontwerpen is hij een veel gevraagd spreker voor voordrachten en lezingen, verspreid over gans Vlaanderen en ingericht door openbare besturen, openbare instellingen, serviceclubs, organisaties, bedrijven en privé-initiatieven. Hij was ook enkele keren te gast als spreker in Wallonië, Frankrijk, Nederland en Letland.

## Erkenning en impact
Andy Malengier zijn werk heeft zowel nationaal als internationaal erkenning gekregen. Zijn ontwerpen worden geprezen om hun esthetiek en de manier waarop ze bijdragen aan het welzijn van de gemeenschap. Hij wordt beschouwd als een pionier in het integreren van landschapsarchitectuur met funeraire kunst en het herdenken van het verleden op een respectvolle en artistieke wijze.
- Met het ontwerp voor de parkbegraafplaats van Wervik won Andy Malengier in 1999 de International Funeral Award (IFA).[5][24]
- In 2004 won Andy Malengier de international Funeral Award (IFA) in de categorie funeraire kunst voor het ontwerp van een aantal grafzerken een onderscheiding voor kreeg.[24]
- In 2007 won Andy Malengier de international Funeral Award (IFA) met de realisatie van 4 begraafplaatsen voor de gemeente Zonnebeke.[24]

## Uitgevoerde ontwerpen (selectie)

### Begraaf- & herdenkingsplaatsen
- Inrichting parkbegraafplaats Wervik[25][26]
- Herinrichting en uitbreiding begraafplaats Zonnebeke-Geluveld[27]
- Herinrichting en uitbreiding begraafplaats Zonnebeke-Beselare
- Herinrichting kerkhof Zonnebeke-Passendale
- Herinrichting en uitbreiding begraafplaats Zonnebeke
- Herinrichting begraafplaats De Panne
- Herinrichting kerkhof Heuvelland-Wulvergem[28][29][30][25]
- Uitbreiding begraafplaats van Zillebeke[31][32]
- Inrichting centrale begraafplaats Vleteren[33][34]
- Herinrichting begraafplaats Sint-Lambertus Oedelem, Beernem[35][36]
- Inrichting nieuwe begraafplaats Watou[37][38]

- Herinrichting begraafplaats Kapellen[39]

- Herinrichting Begraafplaats Oostrozebeke[40]

- Herinrichting begraafplaats De Ginste Oostrozebeke[40]
- Herinrichting begraafplaats Sint-Lodewijk Deerlijk
- Herinrichting begraafplaats Ter Ruste Poperinge[41]
- Herinrichting begraafplaats Moorslede[42]
- Herinrichting begraafplaats Dadizele[42]
- Herinrichting begraafplaats Wachtebeke
- Nieuwe begraafplaats Proven[43]
- Uitbreiding begraafplaats Zandvoorde
- Inrichting sterretjestuin & begraafbos parkbegraafplaats Wervik[44]
- Herinrichting begraafplaats Sint-Anna Zwalm[45][46]
- Herinrichting begraafplaats Houthulst[47]
- Herinrichting parkbegraafplaats Oude Vestigingsstraat Veurne[14][13]

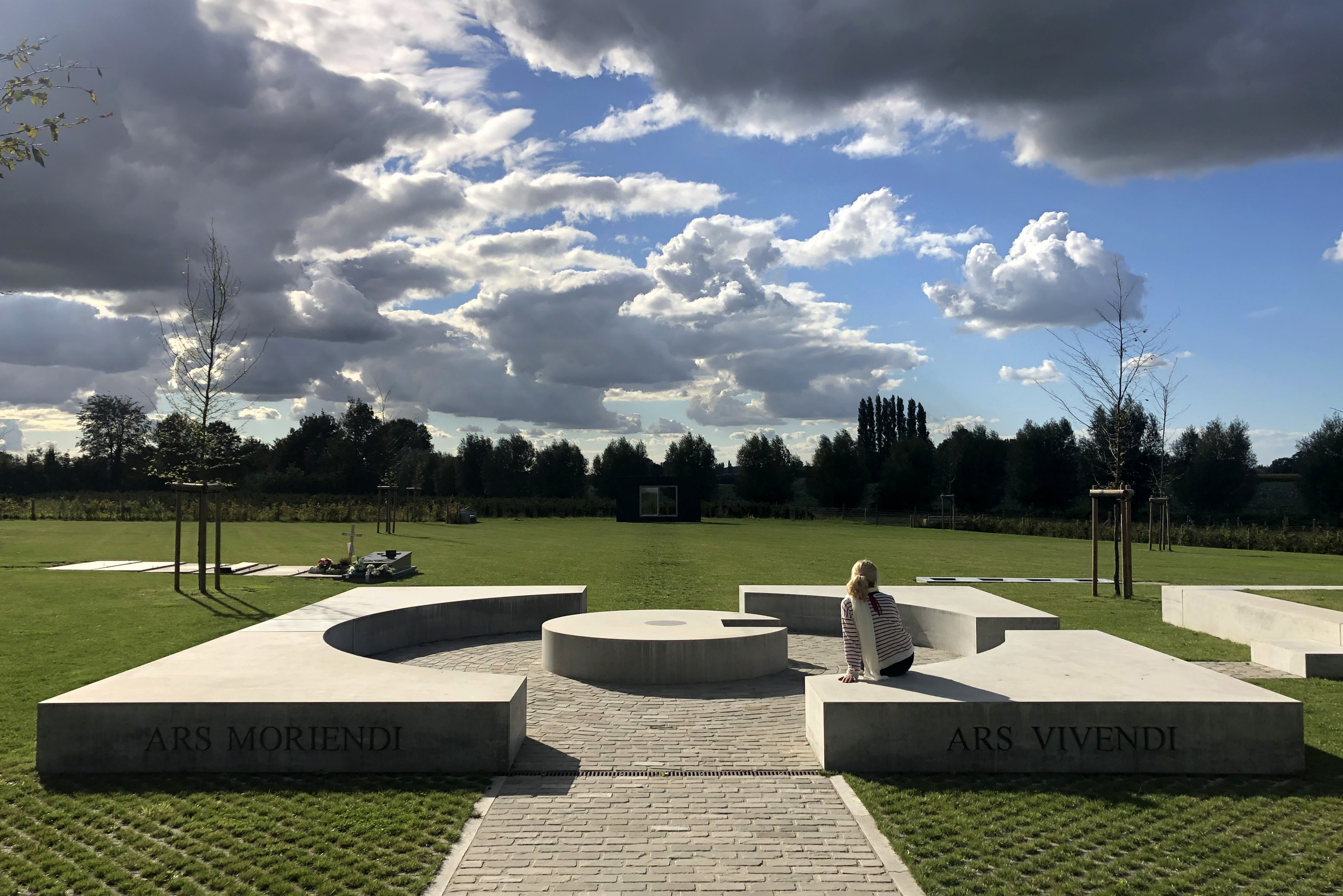
Begraafplaats Watou
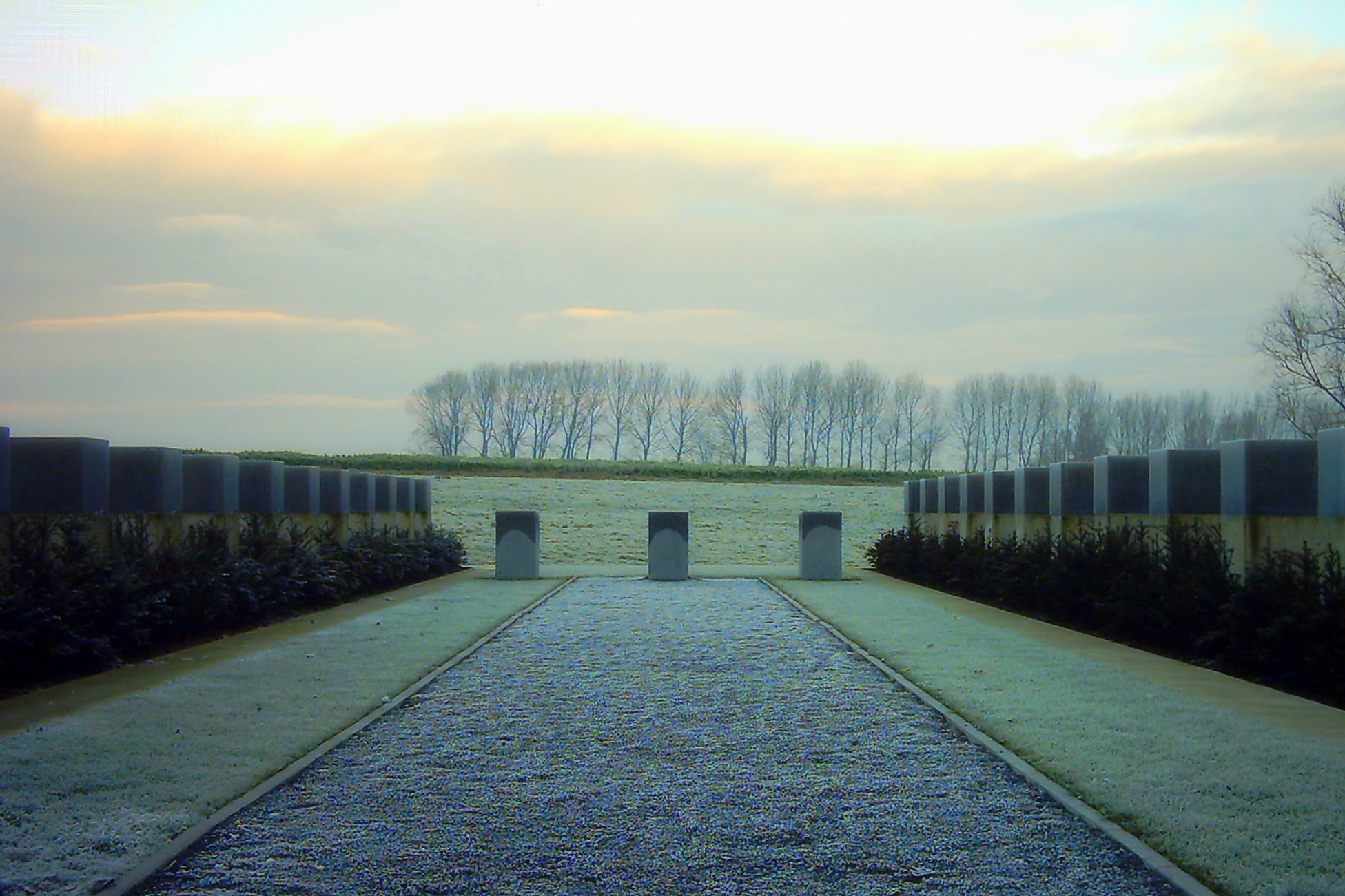
Begraafplaats Geluveld
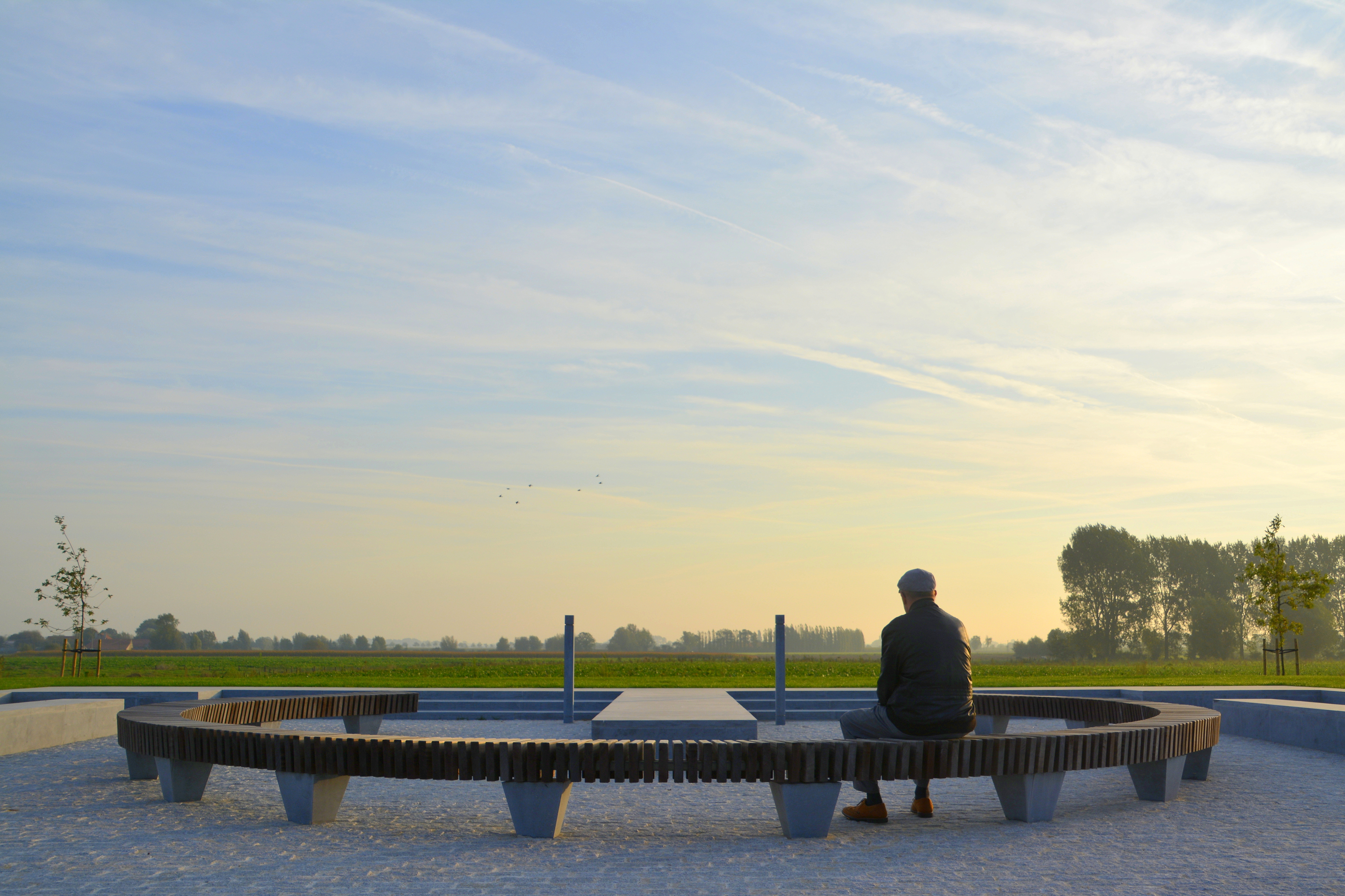
Begraafplaats Vleteren
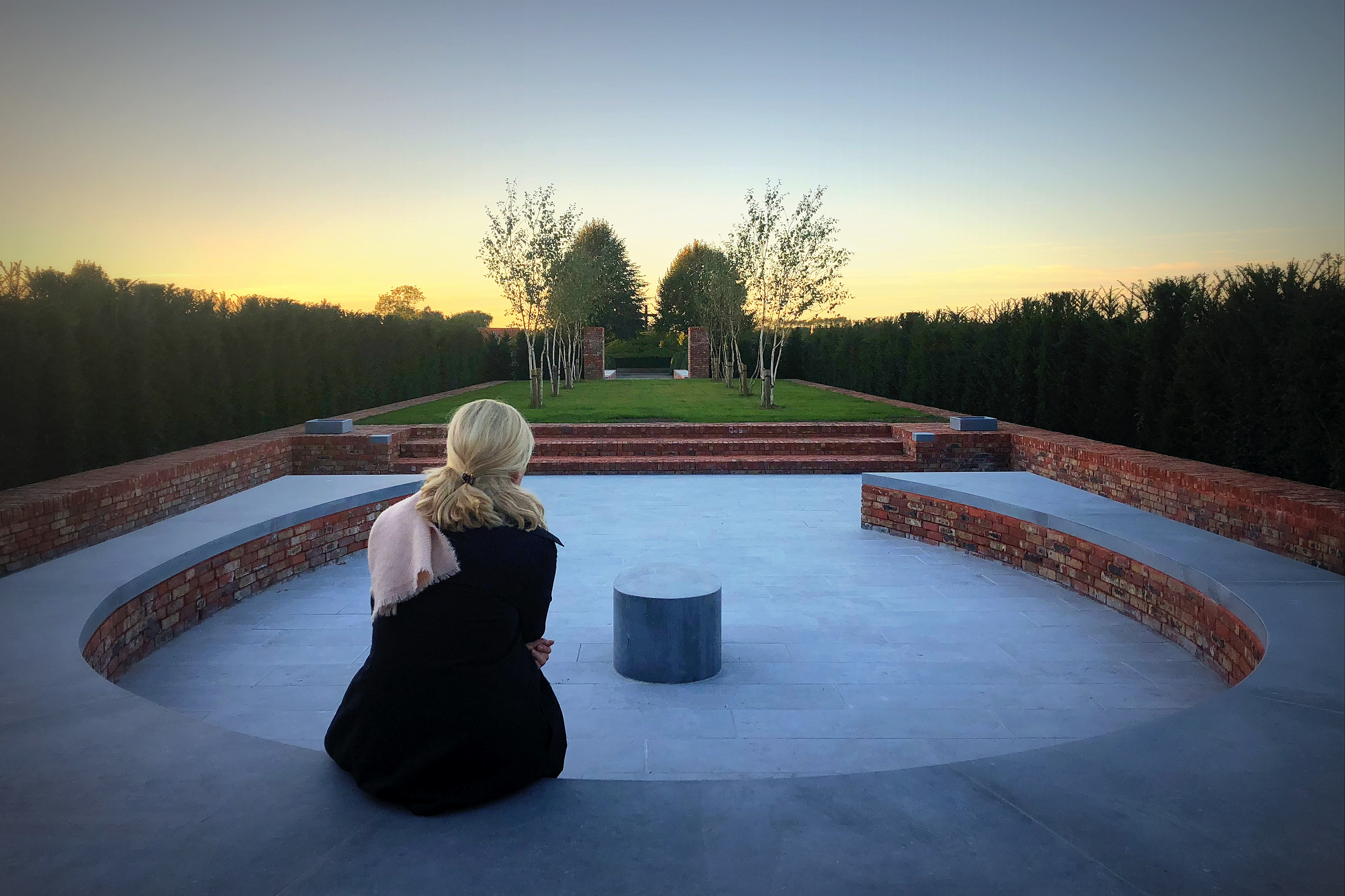
Begraafplaats Poperinge

### Funeraire kunst - Grafmonumenten
- AMA – ArsMoriAndi – Een nieuwe vorm van asbezorging[48][49]
- Grafmonument Zusters Onze-Lieve-Vrouw van 7 Weeën, begraafplaats Ruiselede
- Grafmonument familie Leus – Van Damme, begraafplaats Drongen
- Grafmonument familie Humblet, begraafplaats Marke[50]
- Grafmonument Dominicanengemeenschap Brussel[51][52]
- Urnenzerken, columbarium en meubilair, begraafplaats De Panne
- Inrichting Brothers In Arms Memorial Zonnebeke[53]

### Dorpskernen

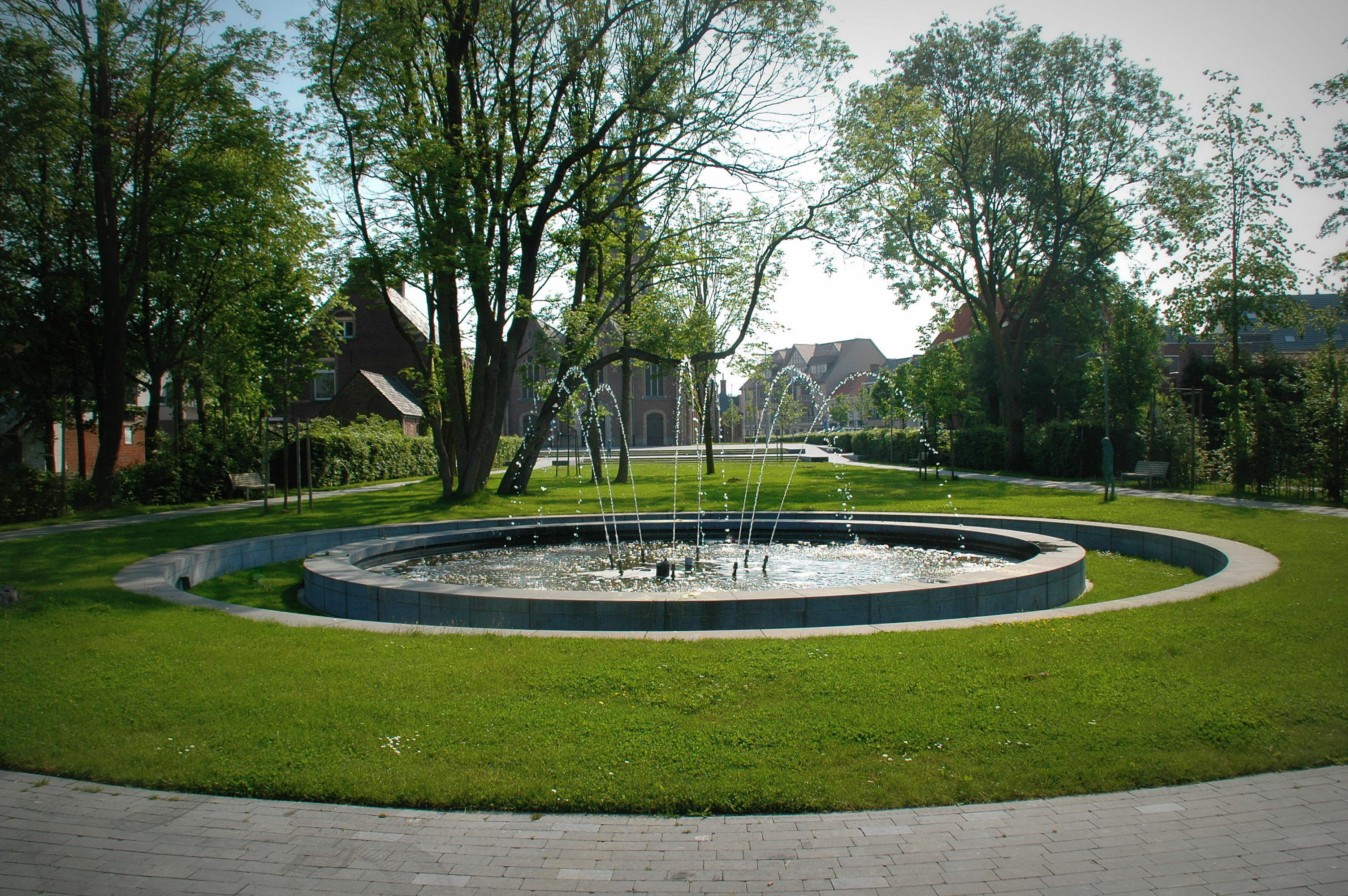
Oostnieuwkerke

- Herinrichting dorpskern Oostnieuwkerke[54][19][55]

- Herinrichting dorpskern Deurle[22]
- Herinrichting dorpskern Zillebeke[32]
- Herinrichting dorpskern Houthulst[56][57]

### Openbare tuinen & parken
- Herinrichting Gemeentepark van Wevelgem[58]
- Herinrichting Park van Geluwe[59]

- Masterplan Koninginnehof Maria Hendrikapark Oostende

### Landschapsparken
- Inrichting landschapspark Mandelmeersen Oostrozebeke[60]
- Inrichting landschapspark Diefhondbos Menen[61]

### Bedrijventerreinen en privétuinen
In België heeft Andy Malengier de groenaanleg rond bedrijvencomplexen en funeraria en talrijke privétuinen aangelegd of heraangelegd en vernieuwd.

## Tentoonstellingen
- Epekeina – Grensverbeelding – Kunstroute langs Halluin, Menen, Wervicq-Sud en Wervik van 20 april tot 14 juli 2013, Epekeina, op de parkbegraafplaats van Wervik[62]
- Lammerantkapel Ieper, tentoonstellingsroute ZontArt, foto’s en diavoorstelling van ontwerp Andy Malengier in opdracht van Zonta Ieper, 14 november 2009[4]
- ‘Epifanie, actuele kunst en religie’, Parkabdij Heverlee, tentoonstelling in opdracht van SMAK, Gent, 21 oktober 2000[63]

## Publicaties
- Vaktijdschrift Genius Loci. ‘Landschapsontwerp voor begraafplaatsen’ Editie Genius Loci Rusland Nr.3/2024, pagina 50-59. Auteur Nathalie Braslavsky.[64]
- Stadskrant Poperinge. ‘Voor eeuwig een prachtige rustplaats’, pagina 16-18, Auteur Bart Wemaere
- Boek ‘Adventures in Eden’ Country Garden, pagina 196-199. Auteur Carolyn Mullet, ISBN 978-1-60469-846-6
- Vaktijdschrift CG Concept. ‘De gemeentelijke hovingen van Wevelgem’. Editie 01/2019. Auteur Paul Geerts
- Vaktijdschrift Groencontact. ‘Duitse oorlogskerkhoven. Renovatie Duitse oorlogskerkhoven. Andy Malengier[65]’. Auteur Paul Geerts. Nr. 2017/5. P109205. Afgiftekantoor 8000 Brugge Mass Post. 43e jaargang. Tweemaandelijks. September-oktober 2017.
- DSM, De Standaard Magazine. ‘Haha- ervaring in de tuin’ 25 oktober 2008, 35JAG16, Auteur Mevr. Trix van der Putten, Foto’s Dhr. Wim Daneels[66]
- Vaktijdschrift Garden Style. ‘Contemplatieve combinatie leidt tot de mooiste tuinen’ Nationaal trimestrieel vaktijdschrift voor de Tuin Park en Groensector & Urbanisatie. Nr. 50, november-december 2010 - januari 2011. Auteur, Dhr. Wim Vander Haegen[67]
- DSM, De Standaard Magazine. ‘Begraafplaatsen voor springlevenden. Levendige landschapsarchitectuur op doodse plaatsen’, 13 november 2004, 37JAG12, Auteur Dhr. Lieven Sioen, Foto's Herman Ricour        [68]
- Boek ‘Epifanie, actuele kunst en religie’. ‘Op zoek naar het onbekende in onszelf ...’, 21 oktober 2000, pagina 102-13. HALEWIJN/CRKC ISBN 90-73503-33-7[69]
- Cultuureditie Financieel-Economische Tijd. ‘Tuinen voor de dood’, 30 oktober 1999, Auteur Dhr. Paul Geerts[70]